# Ambelau
Ambelau oder Ambalau ist eine vulkanische Insel im indonesischen Archipel der Molukken südöstlich von Buru.

## Geographie

Buru mit Ambelau im Südosten

Ambelau liegt in der Bandasee am Eingang zur Manipa-Straße etwa 20 km südöstlich der größeren Insel Buru. Sie ist leicht oval geformt mit einer Ausbuchtung im südöstlichen Teil und einem maximalen Durchmesser von etwa 10 km.
Die Insel bildet einen Distrikt (indonesisch Kecamatan Ambalau), der zum Regierungsbezirk Südburu (indonesisch Kabupaten Buru Selatan) innerhalb der Provinz Maluku (indonesisch Provinsi Maluku) gehört. Verwaltungszentrum ist Wailua, eine Siedlung im Süden der Insel.
Ambelau ist vulkanischen Ursprungs und liegt in einer seismisch aktiven Zone mit häufigen Erdbeben. Das letzte bedeutende Erdbeben fand im August 2006 statt. Die Insel steigt steil aus dem Meer auf und ist zumeist bergig. Die höchsten Punkte sind mit 608 m der Baula und mit 559 m der Nona im Westen. Ebenen gibt es nur an der Süd- und der Ostküste. Ambelau setzt sich aus känozoischem Sedimentgestein zusammen.
Flora und Fauna der Insel sind vielgestaltig und der von Buru ähnlich. Vor der Küste Ambelaus gibt es eine Reihe von Korallenriffen. Weite Bereiche, besonders in den Bergen, sind mit tropischem Regenwald bedeckt.

## Einwohner
Etwa die Hälfte der Bevölkerung sind indigene Ambelau, die die gleichnamige Sprache sprechen; die andere Hälfte sind Zuwanderer von den Molukken und aus Java.